# Malacky
Malacky (německy Malatzka, maďarsky Malacka, záhorácky Małacky) jsou slovenské okresní město v Bratislavském kraji, v jižní části Záhorské nížiny, na řece Malina, 35 km severozápadně od Bratislavy a deset kilometrů od rakouských hranic. Žije zde přibližně 19 tisíc obyvatel

## Historie
První písemná zmínka o městě pochází z roku 1206. Název města Malacky se odvozuje z maďarského slova malac – „sele divokého prasete“.

## Přírodní poměry
Do katastrálního území Malacky zasahují části chráněných areálů Marhecké rybníky a Mešterova lúka a část přírodní rezervace Orlovské vŕšky.

## Městské části
Město má jedenáct městských částí: Mestečko, Riadok, Na Aleji, Dolný Koniec, Domky, Padzelek, Juh, Naftárska štvrť, Mravenisko, Vinohrádok a Táborisko.

## Pamětihodnosti

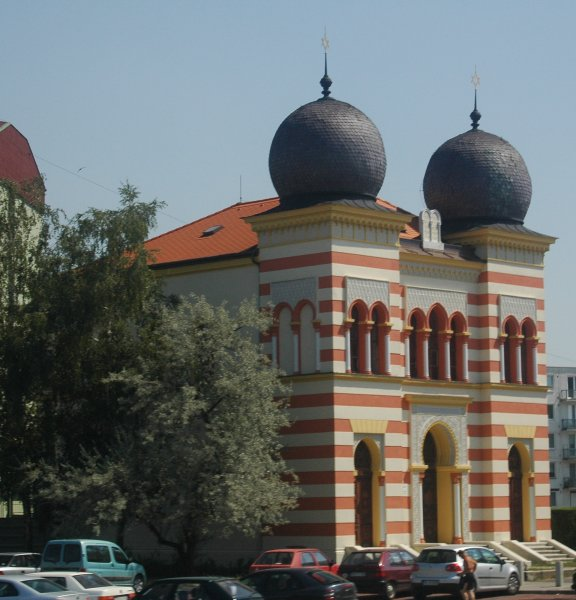
Synagoga v Malackách

- Kostel Nejsvětější Trojice, renesanční stavbu v letech 1574–1580 postavili protestanti. V roce 1672 byla restaurována věž a během 18. století celý kostel barokně přestavěn. Je zde kazatelna z 2. poloviny 17. století a dva boční oltáře Panny Marie Lurdské a Božského srdce Ježíšova. Pod sakristií byl v kryptě pochován kněz Pavol Brankovič.
- Kostel Neposkvrněného početí Panny Marie z roku 1653 na místě staršího renesančního zámečku. Když se Malacky roku 1624 staly majetkem rodu Pálffyů, usadil se zde řád františkánů, kteří zde vybudovali klášter a kostel s rozsáhlou kryptou. V ní jsou pochováni někteří příslušníci hraběcího rodu Pálffyů a františkánů.
- Synagoga z let 1886–1887 v maurském slohu.[3] Nechala ji postavit rodina Spitzerů, jež místní židovské obci darovala i pozemek.[4] [5] Stavbu navrhl architekt Wilhelm Stiassne [4]
- Pálffyovský kaštel s parkem. Do roku 2003 patřil místní nemocnici. V roce 2007 jej město Malacky odkoupilo od františkánského řádu.[6]
- Kaple sv. Anny z roku 1880
- Muzeum Michala Tillnera s historickými a etnografickými sbírkami

## Osobnosti
- Ludwig Angerer (1827–1879), rakousko-uherský fotograf
- Michaela Badinková (* 1979), herečka
- Ján Balaďa (1902–1977), reportér a protifašistický bojovník
- Mário Bihári (* 1977), hudebník
- Ivan Dérer (1884–1973), právník, publicista a politik
- Vladimír Kožuch (* 1975), slovenský fotbalový reprezentant
- Karol Machata (1928–2016), herec
- Soňa Norisová (* 1973), herečka a zpěvačka
- Zuzana Norisová (* 1979), herečka a zpěvačka
- Miroslava Partlová (* 1985), herečka
- Ľubomír Roman (1944–2022), herec
- Ernst Wiesner (1890–1971), brněnský architekt
- Ľudo Zúbek (1907–1969), prozaik, publicista a překladatel

## Partnerská města
- Albertirsa, Maďarsko
- Gänserndorf, Rakousko
- Veselí nad Moravou, Česko
- Žnin, Polsko